# Elektrownia wodna Buktyrma
Elektrownia wodna Buktyrma – elektrownia wodna na Irtyszu w obwodzie wschodniokazachtańskim w Kazachstanie. Znajduje się około 5 km od miasta Sieriebrjan, na Zbiorniku Buktyrmańskim. Właścicielem elektrowni jest kazachska spółka górnicza Kazcynk.
Elektrownia posiada 9 generatorów po 75 MW każdy, co daje jej łączną moc 675 MW.